# Trophée Robert-W.-Clarke
Le trophée Robert-W.-Clarke est attribué annuellement au vainqueur des séries éliminatoires de l'association de l'Ouest de la Ligue américaine de hockey. Il est baptisé en l'honneur de Robert W. Clarke .

## Vainqueurs
- Division Sud
  - 1989-1990 - Americans de Rochester
  - 1990-1991 - Americans de Rochester
  - 1991-1992 - Americans de Rochester
  - 1992-1993 - Americans de Rochester
  - 1993-1994 – Aces de Cornwall
  - 1994-1995 - Aces de Cornwall

- Association Sud
  - 1995-1996 - Americans de Rochester
  - 1996-1997 - Bears de Hershey

- Association de l'Ouest
  - 1997-1998 - Phantoms de Philadelphie
  - 1998-1999 - Americans de Rochester
  - 1999-2000 - Americans de Rochester
  - 2000-2001 - Penguins de Wilkes-Barre/Scranton
  - 2001-2002 – Wolves de Chicago
  - 2002-2003 - Aeros de Houston
  - 2003-2004 – Admirals de Milwaukee
  - 2004-2005 - Wolves de Chicago
  - 2005-2006 – Admirals de Milwaukee
  - 2006-2007 – Bulldogs de Hamilton
  - 2007-2008 - Wolves de Chicago
  - 2008-2009 - Moose du Manitoba
  - 2009-2010 - Stars du Texas
  - 2010-2011 - Aeros de Houston
  - 2011-2012 - Marlies de Toronto
  - 2012-2013 - Griffins de Grand Rapids
  - 2013-2014 - Stars du Texas
  - 2014-2015 - Comets d'Utica
  - 2015-2016 - Monsters du lac Érié
  - 2016-2017 - Griffins de Grand Rapids
  - 2017-2018 - Stars du Texas
  - 2018-2019 - Wolves de Chicago
  - 2019-2020 - Non remis à cause de la Pandémie de Covid-19
  - 2020-2021 - Non remis à cause de la Pandémie de Covid-19
  - 2021-2022 - Wolves de Chicago